# Fishhook
Fishhook est une ville d'Alaska aux États-Unis dans le Borough de Matanuska-Susitna. Elle fait partie de la zone statistique métropolitaine d'Anchorage et avait une population de 2 050 habitants en 2000.
Elle est située au nord-ouest de Palmer et au nord de Farm Loop. Les températures moyennes y sont de −36 °C à 1 °C en janvier et de 6 °C à 28 °C en juillet.
Son nom lui a été donné en 1910 alors que de l'or a été trouvé dans la rivière Fishhook, affluent de la rivière Susitna en 1906 par Robert Hatcher. Un an plus tard la Gold Bullion Mine a été ouverte par les frères Barthof. Une route a été ouverte pour transporter le minerai depuis les mines vers Knick. Un comptoir a été établi en 1916.
L'économie locale est basée sur le commerce et les services, ainsi que sur l'agriculture. La plupart des habitants travaillent à Palmer, Anchorage ou Wasilla. Le parc historique Independence Mine et le col Hatcher sont d'importantes destinations du tourisme local.

## Sources et références
- (en) CIS

- (en) Cet article est partiellement ou en totalité issu de l’article de Wikipédia en anglais intitulé « Fishhook, Alaska » (voir la liste des auteurs).